# 운산선
운산선(雲山線)은 자강도 향산군의 북신현역과 평안북도 운산군의 삼산역을 연결하는, 조선민주주의인민공화국의 협궤철도노선이다. 현재는 폐지되어 있다.

## 노선 정보
- 구간과 거리 : 북신현역~삼산역(거리는 미상)
- 역 수 : 7개(양단역 포함)
- 궤도 간격 : 762mm(협궤)
- 전철화 구간 : 없음
- 복선 구간 : 없음

## 역 목록
| 역이름             | 영업거리 (km) | 접속노선 | 소재지   | 소재지 |
| ------------------ | ------------- | -------- | -------- | ------ |
| 북신현(北薪峴)     | 0.0           | 만포선   | 자강도   | 향산군 |
| 로현(蘆峴)         |               |          | 자강도   | 향산군 |
| 상서(上西)         |               |          | 자강도   | 향산군 |
| 운대산(雲台山)     |               |          | 자강도   | 향산군 |
| 평북운산(平北雲山) |               |          | 평안북도 | 운산군 |
| 방어(防禦)         |               |          | 평안북도 | 운산군 |
| 삼산(三山)         |               |          | 평안북도 | 운산군 |